# Eucinostomus havana
Eucinostomus havana är en fiskart som först beskrevs av John Treadwell Nichols 1912.  Eucinostomus havana ingår i släktet Eucinostomus och familjen Gerreidae. Inga underarter finns listade i Catalogue of Life.
Arten förekommer med flera från varandra skilda populationer i västra Atlanten, Mexikanska golfen och Karibiska havet kring de västindiska öarna, Bermudas och söderut till regionen Guyana. Den vistas nära kusterna till ett djup av 10 meter. Eucinostomus havana är även vanlig i bräckt vatten.
Individerna bildar fiskstim. Antagligen utgörs födan av ryggradslösa djur. De största exemplaren hade en längd av 18 cm.
Muddring vid Florida kan påverka den lokala populationen negativ. För hela beståndet är inga hot kända. IUCN listar arten som livskraftig (LC).